# Longueville-sur-Scie
Longueville-sur-Scie és un municipi francès situat al departament del Sena Marítim i a la regió de Normandia. L'any 2007 tenia 947 habitants.

## Demografia

### Població
El 2007 la població de fet de Longueville-sur-Scie era de 947 persones. Hi havia 377 famílies de les quals 103 eren unipersonals (33 homes vivint sols i 70 dones vivint soles), 135 parelles sense fills, 123 parelles amb fills i 16 famílies monoparentals amb fills.
La població ha evolucionat segons el següent gràfic:
Habitants censats

### Habitatges
El 2007 hi havia 408 habitatges, 380 eren l'habitatge principal de la família, 9 eren segones residències i 19 estaven desocupats. 319 eren cases i 88 eren apartaments. Dels 380 habitatges principals, 192 estaven ocupats pels seus propietaris, 170 estaven llogats i ocupats pels llogaters i 17 estaven cedits a títol gratuït; 7 tenien una cambra, 25 en tenien dues, 103 en tenien tres, 116 en tenien quatre i 129 en tenien cinc o més. 244 habitatges disposaven pel capbaix d'una plaça de pàrquing. A 196 habitatges hi havia un automòbil i a 120 n'hi havia dos o més.

### Piràmide de població
La piràmide de població per edats i sexe el 2009 era:
| Homes | Edats   | Dones |
| ----- | ------- | ----- |
| 0     | 95 o +  | 0     |
| 0     | 90 a 94 | 0     |
| 20    | 85 a 89 | 8     |
| 0     | 80 a 84 | 4     |
| 8     | 75 a 79 | 36    |
| 16    | 70 a 74 | 36    |
| 24    | 65 a 69 | 16    |
| 8     | 60 a 64 | 20    |
| 24    | 55 a 59 | 24    |
| 16    | 50 a 54 | 20    |
| 12    | 45 a 49 | 16    |
| 20    | 40 a 44 | 20    |
| 48    | 35 a 39 | 28    |
| 36    | 30 a 34 | 40    |
| 44    | 25 a 29 | 52    |
| 24    | 20 a 24 | 28    |
| 32    | 15 a 19 | 36    |
| 48    | 10 a 14 | 28    |
| 24    | 5 a 9   | 40    |
| 44    | 0 a 4   | 56    |

## Economia
El 2007 la població en edat de treballar era de 553 persones, 394 eren actives i 159 eren inactives. De les 394 persones actives 349 estaven ocupades (193 homes i 156 dones) i 45 estaven aturades (15 homes i 30 dones). De les 159 persones inactives 43 estaven jubilades, 54 estaven estudiant i 62 estaven classificades com a «altres inactius».

### Ingressos
El 2009 a Longueville-sur-Scie hi havia 405 unitats fiscals que integraven 979 persones, la mediana anual d'ingressos fiscals per persona era de 15.084 €.

### Activitats econòmiques
Dels 54 establiments que hi havia el 2007, 3 eren d'empreses extractives, 3 d'empreses alimentàries, 2 d'empreses de fabricació d'altres productes industrials, 4 d'empreses de construcció, 12 d'empreses de comerç i reparació d'automòbils, 5 d'empreses de transport, 3 d'empreses d'hostatgeria i restauració, 4 d'empreses financeres, 2 d'empreses immobiliàries, 1 d'una empresa de serveis, 11 d'entitats de l'administració pública i 4 d'empreses classificades com a «altres activitats de serveis».
Dels 15 establiments de servei als particulars que hi havia el 2009, 1 era una oficina d'administració d'Hisenda pública, 1 gendarmeria, 1 oficina de correu, 3 oficines bancàries, 1 lampisteria, 3 empreses de construcció, 2 perruqueries, 2 restaurants i 1 agència immobiliària.
Dels 11 establiments comercials que hi havia el 2009, 1 era una gran superfície de material de bricolatge, 1 una botiga de més de 120 m², 4 fleques, 2 carnisseries, 1 una peixateria, 1 una botiga d'equipament de la llar i 1 una joieria.
L'any 2000 a Longueville-sur-Scie hi havia 4 explotacions agrícoles.

## Equipaments sanitaris i escolars
El 2009 hi havia 1 farmàcia i 1 ambulància.
El 2009 hi havia 1 escola maternal i 1 escola elemental. Longueville-sur-Scie disposava d'un col·legi d'educació secundària amb 371 alumnes.

## Poblacions més properes
El següent diagrama mostra les poblacions més properes.